# Комарет
Комарет или Каморет (укр. Комарет) — озеро (старица), расположенное на территории Корюковского района (Черниговская область). Площадь — 0,6 км², 0,1 км². Тип общей минерализации — пресное. Происхождение — речное (пойменное). Группа гидрологического режима — сточное.
Является частью Каморетского заказника, созданного 28 октября 1974 года с общей площадью 515 га.

## География
Длина — 1,9 км, 1 км. Ширина наибольшая — 0,08 км, 0,1 км. Глубина наибольшая — 3 м, 3,5 м. Озеро используется для рыболовства. Озеро образовалось вследствие русловых процессов (изменения меандрированного русла) реки Десна. Озеро (южный край) сообщается протокой с рекой Десна.
Расположено на правом берегу Десны, северо-восточнее села Кладьковка. Озерная котловина удлинённой волнообразной в плане формы. Берега возвышенные, поросшие ивой. Озеро окружено лесом с доминированием тополя и ивы.
Водоём у берегов зарастает прибрежной растительностью (осока, тростник обыкновенный, манник большой, аир обыкновенный), а водное зеркало — водной (рдест блестящий, кувшинка белая, стрелолист обыкновенный). Крайние северная и южная части водного зеркала заболоченные.
Питание: смешанное. Температура летом до +20 °C на глубине 0,5 м, +11,5 °C — на глубине 0,5 от дна. Зимой замерзает. Прозрачность воды — до 0,9 м. Дно устлано илистыми донными отложениями.

## Природа
Водятся щука, карась, плотва, окунь, краснопёрка и прочие. Прибрежная зона служит местом гнездования птиц и селения бобров.